# Mendon (Massachusetts)
Mendon és una població dels Estats Units a l'estat de Massachusetts. Segons el cens del 2000 tenia 5.286 habitants.

## Demografia
Segons el cens del 2000, Mendon tenia 5.286 habitants, 1.815 habitatges, i 1.450 famílies. La densitat de població era de 112,8 habitants/km².
Dels 1.815 habitatges en un 42,2% hi vivien nens de menys de 18 anys, en un 71,5% hi vivien parelles casades, en un 6,2% dones solteres, i en un 20,1% no eren unitats familiars. En el 16% dels habitatges hi vivien persones soles el 6,2% de les quals corresponia a persones de 65 anys o més que vivien soles. El nombre mitjà de persones vivint en cada habitatge era de 2,9 i el nombre mitjà de persones que vivien en cada família era de 3,28.
Per edats la població es repartia de la següent manera: un 29,5% tenia menys de 18 anys, un 4,9% entre 18 i 24, un 32,7% entre 25 i 44, un 24,5% de 45 a 60 i un 8,4% 65 anys o més.
L'edat mediana era de 37 anys. Per cada 100 dones de 18 o més anys hi havia 97,1 homes.
La renda mediana per habitatge era de 71.164 $ i la renda mediana per família de 79.337$. Els homes tenien una renda mediana de 55.230 $ mentre que les dones 36.174$. La renda per capita de la població era de 27.693$. Entorn del 2,6% de les famílies i el 4% de la població estaven per davall del llindar de pobresa.